# La división del trabajo social
La división del trabajo social (en francés De la division du travail social) es una obra de Émile Durkheim, uno de los fundadores de la sociología, publicada en 1893. Fue influyente en el avance de las teorías y el pensamiento sociológicos, con ideas que a su vez fueron influenciadas por Auguste Comte. 

## Argumento
Durkheim describió cómo se mantenía el orden social en sociedades basadas en dos formas muy diferentes de solidaridad: mecánica y orgánica, y la transición de sociedades más "primitivas" a sociedades industriales avanzadas.
Durkheim sugería que en una sociedad "primitiva", la solidaridad mecánica, con personas que actúan y piensan de forma similar y comparten una conciencia colectiva, es lo que permite mantener el orden social. En tal sociedad, Durkheim consideraba el crimen como un acto que "ofende estados fuertes y definidos de la conciencia colectiva", aunque veía el crimen como un hecho social normal. Debido a que los vínculos sociales son relativamente homogéneos y débiles en una sociedad mecánica, la ley debe ser represiva y punitiva para responder a las ofensas contra la conciencia común.
En una sociedad capitalista avanzada e industrial, el complejo sistema de división del trabajo implica que las personas se asignan en la sociedad según el mérito y son recompensadas en consecuencia: la desigualdad social refleja una desigualdad natural, al menos en el caso de que haya plena equidad en la sociedad. Durkheim argumentaba que se necesitaba una regulación tanto moral como económica para mantener el orden (o solidaridad orgánica) en la sociedad. De hecho, esta regulación surge de manera natural como respuesta a la división del trabajo, permitiendo que las personas "compongan sus diferencias pacíficamente". En este tipo de sociedad, la ley sería más restitutiva que punitiva, buscando restaurar en lugar de castigar en exceso.
Él pensaba que la transición de una sociedad "primitiva" a una avanzada podía provocar importantes desórdenes, crisis y anomia. Sin embargo, una vez que la sociedad alcanza la etapa "avanzada", se vuelve mucho más fuerte y ya ha completado su desarrollo. A diferencia de Karl Marx, Durkheim no preveía que surgiera una sociedad diferente a partir de la división del trabajo capitalista industrial. Consideraba el conflicto, el caos y el desorden como fenómenos patológicos de la sociedad moderna, mientras que Marx resaltaba el conflicto de clases.